# Sveta Foška
Sveta Foška (Fosca, Fusca; Ravenna ili Sabratah, 235. – Ravenna, 250.) bila je rimska plemkinja i kršćanska mučenica, ubijena u Decijevim progonima kršćana. Svetica je Katoličke Crkve. Spomendan joj je 13. veljače.

## Život
Otac Siroj bio je plemić u Ravenni. Odgajala ju je ropkinja Maura. Ime Fusca (Fosca) na latinskom znači 'smeđa' ili 'zagasite boje kože'.
Nju i Mauru krstio je svećenik Ermolar. Otac ih je zbog toga prijavio sudcu te je odbivši se odreći kršćanstva, ubijena probadanjem mačem 13. veljače 250. godine.

## Štovanje
Prema predaji, kršćani su se ubrzo nakon smrti počeli okupljati oko njezina groba. U doba barbarskih provala u Rim, tijelo joj je skriveno na otočić Torcello kraj Venecije. Nad njezinim je grobom u 12. stoljeću podignuta crkva. U Istri su joj posvećene četiri crkve.
Posvete:
- Crkva sv. Foške u Peroju